# O Único e Eterno Rei
The Once and Future King (no Brasil, O Único e Eterno Rei) é um série Arturiana de fantasia de T. H. White. Foi primeiramente publicado em 1958, sendo uma composição de trabalhos escritos entre 1938 e 1941. O tema central explora a natureza humana em relação ao poder e a justiça, com o jovem Artur se tornando rei e tentando ser um cavaleiro ideal.
O Título vem de uma inscrição que, de acordo com a obra de Thomas Malory, La Mort  d'Arthur, foi escrita na tumba do Rei Artur: Hic iacet Arthurus, rex quondam, rexque futurus - Aqui descansa Artur, uma vez rei, sempre rei."

## Enredo
O livro se passa em "Gramarye", o nome que White deu para a Bretanha, e conta o crescimento e educação do Rei Artur, o reino sobre sua liderança e o romance entre Lancelote e Genebra. A saga se encerra após a batalha de Artur contra seu filho ilegítimo Mordred.
Ainda que White admita que seu livro se baseou na obra La Mort d'Arthur, ele reinterpreta os eventos históricos, adaptando o contexto histórico para se adequar a mundo pós Segunda Guerra Mundial.Assim como Mallory, White faz uso amplo de anacronismos para efeito cômico ou estético. Embora Artur, se existiu, tenha governado no século VI, o livro acontece no século XIV, e a monarquia desse período é caracterizada como "mítica".
O livro é divido em quatro partes:

### A espada na pedra(1938)
Um "prefácio a Mallory", detalha uma infância para Artur de invenção de White, sem base na obra original.
O jovem Artur (chamado de "Wart") vive no Castelo Sauvage, no meio da floresta de mesmo nome, junto com seu pai e irmão adotivos, Sir Heitor e Kay. Um dia, ao passear pela floresta, encontra a cabana do mago Merlin, que insiste em se tornar um mentor para o futuro rei. Sendo um mago, Merlin enxerga o tempo "de trás para frente", o que faz que ele saiba do destino de Wart e do que deve fazer para educar a criança para que ela se torne um rei bom e justo.
Sob tutela de Merlin, Artur é transformado em diversos animais e, ao interagir com animais da Floresta Sauvage, aprende diversas lições sobre a natureza do bem e do homem. Outras aventuras de Wart incluem encontros com Robin Hood (referido por White como "Robin Wood") e com Rei Pelinore em sua caça à Besta ladradora.
Nos capítulos finais, os habitantes do Castelo Sauvage vão para Londres participar de um torneio, com Wart como escudeiro de Kay. Depois de perder a espada de Kay, Wart encontra Excalibur enfiada em uma pedra e, sem saber o significado de seu gesto, puxa a espada da pedra, sendo em seguida coroado rei.

#### Versões e adaptações
A obra passou por algumas revisões depois de sua primeira publicação em 1938. Mais notavelmente, a versão publicada junto com os demais livros como "O Único e eterno rei" em 1958 incluiu dois episódios novos nos quais Wart é transformado por Merlin em uma formiga e em um ganso (originalmente escritos para um quinto livro, "O livro de Merlin"), e removeu o duelo mágico entre Merlin e Madame Mim.
A versão original da história foi adaptada por Walt Disney como o filme A Espada Era a Lei.

### A rainha do ar e das sombras(1939)
Situado alguns anos depois de "A espada na pedra" e já cobrindo material da obra de Mallory, a segunda parte da trilogia se concentra ao mesmo tempo sobre o chamado "Clã das Órcades" ao norte e sobre a campanha de Artur no sul para derrotar o seu líder, Rei Lot.
O Clã das Órcades é composto por Rei Lot, sua mulher Morgause (meia-irmã de Artur através do estupro de sua mãe Igraine pelo rei Uther Pendragon) e os quatro filhos do casal: Gauvain, Agravain, Gaheris e Gareth. Com Lot ausente combatendo Artur, Morgause fica sozinha com os filhos e se torna rapidamente evidente que ela os trata de maneira abusiva e negligente, em especial quando o Rei Pelinore, acompanhado por Sir Palamades e Sir Grummore se hospedam em seu castelo.
Ao sul, Artur e Lot se enfrentam em batalha. Sob orientação de Merlin, Arthur começa a perceber a amoralidade da situação da atual Bretanha, onde barões cavaleiros tirânicos oprimem o povo pela lei do mais forte. Decidido a ser um rei justo, Artur elabora junto com Merlin o plano para uma ordem de cavaleiros beneficentes que seriam respeitados por fazer a coisa certa ao invés de por sua força militar ("Might versus Right", no original). Tal ordem vem a se tornar os Cavaleiros da Távola Redonda.
Com a derrota de Lot, Morgase vai com os seus filhos visitar Artur em Camelot para firmar os tratados de paz. Durante a noite, ela usa de feitiçaria para seduzir Artur e forçá-lo a engravidá-la, em uma inversão do estupro de Igraine por Uther. O filho dessa união será Mordred, o filho bastardo de Artur e, no futuro, seu assassino e causador da sua desgraça.

#### Versões
Uma primeira versão de "A rainha do ar e das sombras" foi publicada como "The Witch in the Wood". White expressou descontentamento em relação a versão inicial e trabalhou intensamente para revisá-la. Em suas cartas, o autor dá a entender que muitas das dificuldades que teve para escrever o livro têm a ver com o seu relacionamento difícil com a própria mãe abusiva, Constance White.

### O cavaleiro imperfeito(1940)
Mudando de foco narrativo, a terceira parte da saga se passa no auge do reino de Artur e trata das façanhas de Lancelote, o melhor dos cavaleiros da Távola Redonda e do relacionamento romântico que existe entre ele e Genebra, esposa de Artur.
Ao contrário de muitas outras obras arturianas, White escolhe caracterizar Lancelote como um personagem fisicamente feio e cheio de dúvidas sobre o seu destino. A sua grande habilidade marcial é colocada como fruto não apenas de um treinamento rigoroso, mas também como um tipo de bênção divina, que ele deve manter através de sua abstinência sexual. Lancelote se encontra, então, preso entre sua lealdade a Artur, seu amor por Genebra e sua devoção a Deus; uma situação que o torna profundamente infeliz.
No desenrolar da narrativa, Lancelote resgata de um banho fervente a princesa Elaine (figura criada por White ao combinar Elaine de Corbenic e Elaine de Astolat) que, em seguida estupra o cavaleiro ao se passar por Genebra. Lancelot foge de volta para Camelot e confessa o que ocorreu para Genebra. A rainha o perdoa, mas os ciúmes que ela sente de Elaine complicam sua relação com o cavaleiro, até que a conciliação se torna impossível quando Elaine vem até a corte trazendo o seu filho com Lancelot, Galaaz. A tensão entre as duas mulheres enlouquece Lancelot, que pula nu para fora de uma janela e desaparece.
Por alguns anos, Lancelot vaga enlouquecido por Gramarye, até ser regatado pelo pai de Elaine, que o mantém como bobo da corte, sem reconhecê-lo. Ao reencontrar Elaine, Lancelot recupera a sanidade, mas ainda sente um profundo desgosto em relação a mulher e volta para Camelot.
Ao mesmo tempo em que é um estudo de personagem de Lancelote, a obra relata a busca pelo Santo Graal. Com o passar dos anos, a Távola Redonda deixa de cumprir seu papel de funcionar como um código de honra cavalheiresca, e Artur inventa a busca pelo Graal, que teoricamente só pode ser atingido pelo mais puro e nobre dos cavaleiros. Lancelote é um favorito para a missão, mas não empreende a busca por saber que seu encontro com Elaine o tornou impuro e incapaz de realizar milagres. Dentre outros cavaleiros que tentam a busca, o Graal é afinal encontrado por Galaaz.
No final da narrativa, Lancelote participa de um torneio, no qual ocorre um acidente e um dos cavaleiros é mortalmente ferido, precisando de um milagre para sobreviver. Todos os cavaleiros presentes tentam curá-lo, mas nenhum é bem sucedido. Lancelote fica por último, pois sabe ser imperfeito, mas em uma virada de eventos consegue curar o cavaleiro. O seu milagre, afinal de contas, foi ser capaz de realizar um milagre apesar de sua imperfeição.

### A chama ao vento(1958)
Publicada apenas junto com as demais histórias como livro único em 1958, "A chama ao vento" relata a progressiva degradação de Artur, Camelot e do ideal da Távola Redonda.
Depois de anos sendo criado por sua mãe, que lhe incutiu ódio profundo por Artur, Mordred vai à Camelot e se alia a Agravaine (que sente ciúmes de Lancelote) para revelar o adultério de Genebra com Lancelote. O romance proibido entre ambos já era conhecido na corte e tolerado por Artur devido à sua amizade com Lancelote, mas agora que ele foi revelado o próprio código de honra criado por Artur força o rei a julgar Genebra e condená-la à morte.
Lancelote foge para evitar o próprio julgamento, mas retorna para resgatar Genebra. Lutando contra os cavaleiros que protegem a rainha, ele acidentalmente mata Gaheris e Gareth, fazendo assim que Gauvain se torne seu inimigo. Lancelote e Genebra fogem para a França e conseguem o perdão do Papa, permitindo que Genebra volte para Camelot. Lancelote fica na França.
Apesar do perdão, Artur ainda é forçado por honra a combater Lancelot e junto com Gauvain e um exército de cavaleiros, sitia o castelo de Lancelote. Sozinho em Camelot com Genebra, Mordred faz avanços sexuais sobre a rainha, declarando suas intenções de derrubar Artur e depois se casar com a rainha como vingança por Artur ter dormido com Morgause. Genebra recusa os avanços de Mordred e manda uma mensagem para Artur pedindo socorro.
Gauvain é morto por Lancelote durante o cerco. Artur corre de volta à Gramarye para salvar Genebra. O livro se encerra na manhã anterior à batalha entre Mordred e Artur na qual Artur morrerá, com Artur infeliz com o destino que lhe foi dado. Para que sua história não seja esquecida, o rei chama seu pagem Tom (representando Thomas Malory) para que conte sua jornada para todos que encontrar.

### O livro de Merlin (1977)
Escrito em 1941, mas publicado apenas postumamente em 1977, a parte final da saga traz um retorno milagroso de Merlin, que encontra Artur na véspera de sua grande batalha e o leva de volta para a cabana na Floresta Sauvage para ter mais lições com os animais. Notavelmente, as aventuras de Artur como formiga e ganso foram reinseridas na versão revisada de "A espada na pedra". O livro é uma reminiscência de White sobre as amarguras da Segunda Guerra Mundial.